# Chorthippus nemus
Chorthippus nemus är en insektsart som beskrevs av Liu, Jupeng 1984. Chorthippus nemus ingår i släktet Chorthippus och familjen gräshoppor. Inga underarter finns listade i Catalogue of Life.